# Drill
Drill je podvrsta trap glazbe. Razvio se početkom 2010-ih godina nakon uspjeha repera i producenata kao što su Chief Keef, Lil Durk, Lil Reese, Fredo Santana, Young Chop, G Herbo, Lil Bibby i King Louie koji su imali mnogo lokalnih obožavatelja i značajnu prisutnost na internetu. Uslijedila je medijska pozornost i potpisi drill glazbenika na velike izdavačke kuće. Umjetnici unutar žanra poznati su po svom nasilnom stilu lirizma i povezanosti s kriminalom u Chicagu.
Regionalni podžanr UK drill pojavio se u Londonu, osobito u okrugu Brixton od 2012. Britanska scena postala je istaknuta sredinom 2012. i utjecala je na druge regionalne scene kao što su australska, španjolska, irska, nizozemska te brooklynska (ponovno uvedena u Brooklynu potkraj 2010-ih).